# إيفان هريستوف
إيفان هريستوف هو لاعب كرة قدم بلغاري في مركز حراسة المرمى، ولد في 20 يونيو 1977 في بلغاريا. لعب مع PFC Bansko ‏.

## وصلات خارجية
- إيفان هريستوف على موقع قاعدة بيانات كرة القدم.إي يو (الإنجليزية)